# Буфорд

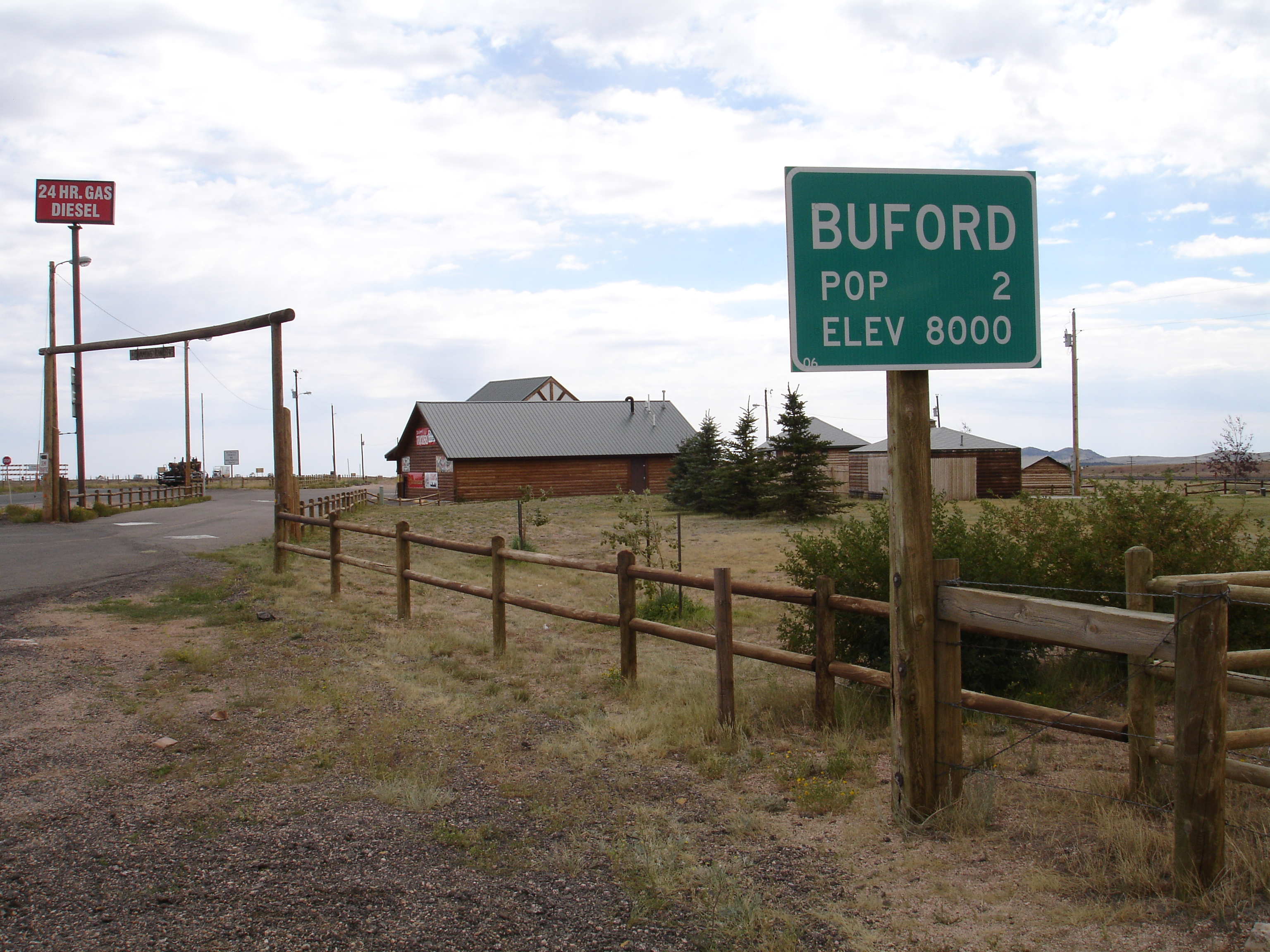

Буфорд (англ. Buford) — некорпорована територія на південному сході округу Олбані, штат Вайомінг, США. Розташовується між містами Ларамі і Шаєнн на автостраді I — 80. Буфорд знаходиться на висоті 2438 метрів, що робить його найвищим поселенням на основному автошосе, що сполучає Нью-Йорк і Сан-Франциско.

## Історія
Вважається, що засновником Буфорда є генерал і командуючий кавалерією Джон Бьюфорд. У 1866 році він заклав в цьому місці пограничне поселення, відоме під назвою форт Джона Буфорда, для захисту землекопів і укладальників першої трансконтинентальної залізниці. В цей час в поселенні мешкало 2000 чоловік. З часом працівники покидали місто у пошуках кращого життя. У 1880 році було побудовано поштове відділення, і поселення було перейменоване на честь генерала Буфорда.
Буфорд примітний тим, що на даний момент він є одним з небагатьох міст в США з населенням в 1 чоловік.
Єдиний житель Дон Семмонс одночасно є і двірником, і заправником, і продавцем в місцевому магазині, і мером міста. У 2008 році з містечка поїхав його син, і у Буфорді залишилася всього одна людина в особі Дона. У березні 2012 було оголошено про аукціон, який відбувся 5 квітня, про продаж господарства Семмонса. Місто, що вважалося найменшим в США, цілком продане з аукціону за 900 тисяч доларів. Торги за місто Буфорд в західному штаті Вайомінг виграли двоє чоловіків з В'єтнаму, про яких майже нічого не відомо.